# Meillier-Fontaine
Meillier-Fontaine est une commune associée de Nouzonville et une ancienne commune française, située dans le département des Ardennes en région Grand Est.
Elle est rattachée avec Nouzonville, comme commune associée, en 1974.

## Géographie
La commune avait une superficie de 1,73 km2

## Histoire
En 1767, les habitants de Meillier-Fontaine font une requête pour obtenir la permission de faire construire une chapelle dans leur hameau ; les chanoines de Braux, défavorables à ce projet, posent une requête contraire .
A. Janin, dans Dictionnaire complet des communes de France, de 1851, indique que la commune compte 526 habitants.
Elle était une ancienne dépendance de Braux. Elle fut érigée en commune à la Révolution.
Par arrêté préfectoral du 15 mai 1974, la commune de Meillier-Fontaine est rattachée le 1er juin 1974 à la commune de Nouzonville sous la forme d'une fusion-association.

## Administration

### Liste des maires
| Période                                  | Période | Identité | Étiquette | Qualité |
| ---------------------------------------- | ------- | -------- | --------- | ------- |
| Les données manquantes sont à compléter. |         |          |           |         |
|                                          |         |          |           |         |

### Liste des maires délégués
| Période                                  | Période | Identité | Étiquette | Qualité |
| ---------------------------------------- | ------- | -------- | --------- | ------- |
| Les données manquantes sont à compléter. |         |          |           |         |
|                                          |         |          |           |         |

## Démographie
| 1793 | 1800 | 1806 | 1821 | 1831 | 1836 | 1841 | 1846 | 1851 |
| ---- | ---- | ---- | ---- | ---- | ---- | ---- | ---- | ---- |
| 86   | 62   | 64   | 99   | 105  | 119  | 134  | 126  | 134  |

| 1856 | 1861 | 1866 | 1872 | 1876 | 1881 | 1886 | 1891 | 1896 |
| ---- | ---- | ---- | ---- | ---- | ---- | ---- | ---- | ---- |
| lac. | lac. | 97   | 91   | 93   | 81   | 78   | 71   | 64   |

| 1901 | 1906 | 1911 | 1921 | 1926 | 1931 | 1936 | 1946 | 1954 |
| ---- | ---- | ---- | ---- | ---- | ---- | ---- | ---- | ---- |
| 84   | 93   | 76   | 56   | 72   | 60   | 36   | 19   | 17   |

| 1962 | 1968 | 1975 | 1982 | 1990 | 1999 | 2006 | 2008 | 2011 |
| ---- | ---- | ---- | ---- | ---- | ---- | ---- | ---- | ---- |
| 17   | 15   | -    | -    | 27   | 39   | 51   | 49   | 51   |

| 2013 | - | - | - | - | - | - | - | - |
| ---- | - | - | - | - | - | - | - | - |
| 50   | - | - | - | - | - | - | - | - |

Histogramme

(élaboration graphique par Wikipédia)

## Lieux et monuments
- La chapelle de la Nativité dite aussi Notre-Dame (chapelle-mairie annexe).